# Elektron-positron annihilation
elektron-positron annihilation er en kvantemekanisk annihilation, hvorunder masse, i form af en elektron og en positron indfanges af hinanden, omdannes til elektromagnetisk energi, hvor en foton med tilstrækkelig lav bølgelængde dannes.
(Den modsatte proces af elektron-positron annihilation er pardannelse.)